# Campeonato Brasileiro Série D
Campeonato Brasileiro Série D – czwarta, najniższa liga brazylijska.
Campeonato Brasileiro Série D powołana została do życia przez brazylijską federację piłkarską (Confederação Brasileira de Futebol) 9 kwietnia 2009 roku. Dotychczasowa najniższa liga, czyli Campeonato Brasileiro Série C, liczyła do tej pory 64 kluby. Teraz została podzielona – do trzeciej ligi zakwalifikowano 20 najlepszych klubów, natomiast reszta utworzyła czwartą ligę.
Postanowiono ograniczyć rozmiar czwartej ligi do 40 klubów – awans do niej kluby mogą uzyskać w rozgrywkach ligowych poszczególnych stanów.

## Zasady uczestnictwa
Każda z 27 lokalnych (stanowych) federacji ma prawo wystawić do rozgrywek Série D określoną liczbę ekip - dwie lub jedną (trzy, dwie lub jedną w premierowej edycji) - która zależy od miejsca w rankingu stanów publikowanego przez CBF. Od sezonu 2010 w IV lidze uczestniczą także cztery kluby, które spadły z Série C w roku poprzednim. Są to po 2 ostatnie zespoły z obu 10-zespołowych grup wyższej klasy rozgrywek.
Do udziału w rozgrywkach IV ligi kluby kwalifikują się na podstawie rezultatów mistrzostw stanowych bądź innych turniejów organizowanych w tym celu przez poszczególne związki. Są to najczęściej drużyny, które zajęły najwyższe miejsca w rozgrywkach, nie licząc ekip mających już zagwarantowany udział w trzech wyższych ligach.

## Lista mistrzów czwartej ligi brazylijskiej
| Rok            | Mistrz                    | Wynik            | Wicemistrz        | Uwagi |
| -------------- | ------------------------- | ---------------- | ----------------- | --- |
| 2009 Szczegóły | São Raimundo (PA)         | 2 – 3 2 – 1      | Macaé (RJ)        | Do Série C awansowały także: Chapecoense i Alecrim. |
| 2010 Szczegóły | Guarany de Sobral (CE)    |                  | Madureira (RJ)    | Przeciwnikiem Guarany w finale była América Manaus, jednak wobec dyskwalifikacji klubu drugie miejsce zajęła ostatecznie Madueira. Do Série C awansowały także: Araguaína i Joinville |
| 2011 Szczegóły | Tupi (MG)                 | 1 – 0 2 – 0      | Santa Cruz (PE)   | Do Série C awansowały także: Cuiabá, Oeste oraz Treze, które uzupełniło miejsce po wykluczonym Rio Branco.                                                                            |
| 2012 Szczegóły | Sampaio Corrêa (MA)       | 1 – 1 2 – 0      | CRAC (GO)         | Do Série C awansowały także: Mogi Mirim i Baraúnas. |
| 2013 Szczegóły | Botafogo (PB)             | 1 – 2 2 – 0      | EC Juventude (RS) | Do Série C awansowały także: Tupi i Salgueiro. |
| 2014 Szczegóły | Tombense (MG)             | 0 – 0 (4 - 2 k.) | Brasil (RS)       | Do Série C awansowały także: Londrina i Confiança. |
| 2015 Szczegóły | Botafogo (SP)             | 1 – 0 0 – 0      | Ríver (PI)        | Do Série C awansowały także: Remo i Ypiranga de Erechim. |
| 2016 Szczegóły | Volta Redonda (RJ)        | 0 – 0 4 – 0      | CSA (AL)          | Do Série C awansowały także: São Bento i Moto Club. |
| 2017 Szczegóły | Operário Ferroviário (PR) | 5 – 0 0 – 1      |                   | |
| 2018 Szczegóły | Ferroviário (CE)          | 3 – 0 0 – 1      |                   | |
| 2019 Szczegóły | Brusque (SC)              | 2 – 2            |                   | |
| 2020 Szczegóły | Mirassol (SP)             | 1 – 0            |                   | |
| 2021 Szczegóły | Aparecidense (GO)         | 1 – 0 1 – 1      |                   | |